# Omegle
Omegle – serwis internetowy służący do prowadzenia rozmów z losowo wybranymi nieznajomymi z różnych stron świata. Witryna udostępniała zarówno pogawędki tekstowe, jak i czat wideo. Użytkownicy w każdej chwili mogli opuścić konwersację i nawiązać połączenie z kolejną osobą.
Serwis został założony przez Leifa K-Brooksa w 2009 roku w charakterze czatu tekstowego, przy czym w 2010 roku wprowadzono możliwość prowadzenia rozmów wideo.  Od 2022 r. serwis był przeznaczony wyłącznie dla osób powyżej 18 roku życia.
Stanowił alternatywę dla serwisu Chatroulette. Był notowany w rankingu Alexa na miejscu 2573 (sierpień 2020).
Serwis został zamknięty 8 listopada 2023 roku.